# Careya
Careya és un gènere de plantes amb flor de la família Lecythidaceae.

## Descripció
Són arbres que creixen a les zones tropicals. N'hi ha dues espècies.

## Taxonomia
- Careya arborea
- Careya herbacea